# Pissy-Pôville
Pissy-Pôville é uma comuna francesa na região administrativa da Normandia, no departamento de Sena Marítimo. Estende-se por uma área de 11,23 km². Em 2010 a comuna tinha 1 294 habitantes (densidade: 115,2 hab./km²).